# Doloressus palmgreni
Doloressus palmgreni is een hooiwagen uit de familie Assamiidae.